# Tonton quiteria
Espèce
Tonton quiteria est une espèce d'araignées mygalomorphes de la famille des Microstigmatidae.

## Distribution
Cette espèce est endémique du Maranhão au Brésil,. Elle se rencontre vers Santa Quitéria do Maranhão.

## Description
Le mâle holotype mesure 2,26 mm et la femelle paratype 2,76 mm.

## Étymologie
Son nom d'espèce lui a été donné en référence au lieu de sa découverte, Santa Quitéria do Maranhão.

## Publication originale
- Passanha, Cizauskas & Brescovit, 2019 : A new genus of Micromygalinae (Araneae, Microstigmatidae) from Brazil, with transfer of Masteria emboaba Pedroso, Baptista & Bertani, 2015 and description of six new species. ZooKeys, no 814, p. 1-32 (texte intégral).